# 阿曽山大噴火
阿曽山大噴火（あそざんだいふんか、本名：阿曽 道昭（あそ みちあき）、1974年〈昭和49年〉9月27日 - ）は、日本のお笑い芸人である。
2014年の御嶽山噴火以降、大規模な噴火の直後は、阿曽ちゃん、阿曽さんという名義でメディアに出演することがある。

## 人物
山形県出身。大川興業所属。千代田工科芸術専門学校卒業。芸名は本名の姓をもじったもので、「阿蘇山大噴火」は誤表記である。本来の職業は芸人であるが、「裁判ウォッチャー」と言われることが多い。テレビの仕事は「裁判ウォッチャー」としての仕事がほとんどとなっている。
祖父と父は山形県警の警察官。両親は現在、宮城県石巻市鮎川浜に在住。以前は三平×2とのコンビ「ニトログリセリン」として活動。自身の趣味でもある通算10,000回以上の裁判傍聴を生かし、自身が目撃したユニークな裁判をスケッチブックにまとめてネタにした漫談や、執筆活動をしている。
裁判傍聴芸人となったのは、所属する大川興業の総裁である大川豊の『週刊プレイボーイ』（集英社）誌上での連載に関連してオウム真理教の裁判の傍聴券を確保するために並んだところ当選したものの必要枚数（大川総裁と集英社の編集者の2枚）を超えてしまったので、その権利を放棄して大川興業の事務所に戻って電話番をするのも面白くないからとそのまま傍聴したことが原因である。
傍聴は刑事裁判中心。裁判中の被告や証人らのクセや言動の回数をチェックして、それをネタにすることが多い。「創」に傍聴記「バカ裁判傍聴記」を連載中。
金髪で髭をたくわえ、また男性でありながら日ごろからスカート（メンズ・スカート）を愛用する。ただし、レギュラー出演している『ニッポン・ダンディ』（TOKYO MX）では、出演者全員スーツでの出演が義務のため、これに限りスーツでテレビ出演している。かつては「家を持たない自由人」と言われていたが、後にアパートを借りて住んでいる。
2009年8月、『ヤングアニマル嵐』（白泉社）に漫画家の後藤羽矢子とその編集担当と共に裁判の傍聴レポートを漫画化する企画として約1年半連載されていた『後藤羽矢子の裁判びゅー日記♥』が単行本化され発売された。
2013年2月、パソコン遠隔操作事件において、遠隔操作ウイルスを利用して殺害予告を書き込んだ真犯人とされる容疑者が2005年に別の殺害予告書き込み事件で起訴された際の裁判を傍聴していたことが判明した。
2014年9月27日の御嶽山噴火以降は放送上の配慮で本名の「阿曽道昭」、「阿曽ちゃん」、「阿曽さん」名義での出演となっている。2015年4月より一旦芸名を「阿曽山大噴火」へ戻したが、翌5月からの箱根山・大涌谷火山活動活発化、及び同年に桜島や阿蘇山などで火山活動活発化が相次いでいることに伴い、再度「阿曽さん」「阿曽ちゃん」などの名義で活動。
2019年10月1日（法の日）に、原案を担当した漫画「阿曽山大噴火の面白人間傍聴記～法廷で逢いましょう～」が、漫画家の門倉卍貴浩の作画により、画期的コミックスにて連載開始される。
趣味はボードゲームであり、世界大会が開かれるゲームの日本大会でも決勝に進出するくらいの実力を持つ。レギュラー出演していた『荒川強啓　デイ・キャッチ!』（TBSラジオ）などでもおすすめのゲームを紹介することがあった。ピチカートデザイン運営のボードゲームWebマガジン「BROAD」にて、多くの記事を執筆する。

## 出演番組

### テレビ
- サンデージャポン（TBS：裁判のニュース時）
- でじたるのバカ×2（日本テレビ：裁判傍聴日記）
- エンタの神様（日本テレビ、レギュラー放送→不定期放送）キャッチコピーは「法廷のスケッチブック」
  - 2015年12月26日、2016年3月26日、12月24日、2017年8月30日、2020年4月1日、2020年6月9日放送では「阿曽さん」名義で出演
- 情報ライブ ミヤネ屋（読売テレビ・日本テレビ系列）
- マツコの知らない世界（TBS）
- ニッポン・ダンディ（TOKYO MX、2012年10月 - 2013年9月・2013年10月 - 2014年3月3日）
  - 2012年10月 - 2013年9月までは水曜レギュラー。10月からは不定期にゲスト出演
- 5時に夢中!（TOKYO MX、不定期ゲスト）2012年9月13日では代理MC
- Mr.サンデー （フジテレビ、2013年2月10日）
- ニュースウオッチ9（NHK、2013年2月11日）
- 言いにくいことをハッキリ言うTV（テレビ朝日、2014年7月7日）
- やりすぎ都市伝説（テレビ東京、2014年12月26日、2015年9月23日）本名で出演

### 映画
- 裁判長!ここは懲役4年でどうすか（2010年、ゼアリズエンタープライズ） - 金髪スカート男 役
- 死刑にいたる病（2022年、クロックワークス） - 裁判を傍聴する男 役[10]
- Winny（2023年3月10日、KDDI／ナカチカ） - 裁判を傍聴する男 役[11]

### ドラマ
- デカワンコ 第1話（日本テレビ、2011年1月15日）
- 孤独のグルメ Season2 第5話「ふらっとQUSUMI」（テレビ東京、2012年11月7日）
- THE GOOD WIFE / グッドワイフ 第4話「過去との決別」（TBS、2019年2月3日） - 傍聴人 役[12][13]
- 刑事7人 SEASON9 第6話（テレビ朝日、2023年7月19日） - 阿曽 役
- イップス 第5話（2024年5月10日、フジテレビ） - パワハラの被告人 役[14]
- JKと六法全書 第5話（2024年5月17日、テレビ朝日） - 安田九州男 役[15]

### ラジオ
- 高木美保 close to you（文化放送：裁判傍聴報告のコーナー）
- ストリーム （TBSラジオ、コラムニスト、月1回・主に月の最終金曜日）
- メキキの聞き耳（TBSラジオ）
- 荒川強啓 デイ・キャッチ!（TBSラジオ、2013年度まではメキキの聞き耳、2014年度からは火・金曜日の調査員。御嶽山噴火後は2015年4月を除き本名または「阿曽ちゃん」名義で出演。ただし番組ホームページでは阿曽山大噴火のままになっている[16]）
- 北野誠のズバリ（CBCラジオ、木曜日コーナーレギュラー）

### CM
- ギャツビーヘアカラー（マンダム）

### インターネット番組
- 阿曽山大噴火 赤坂大噴火（Podcast、テレコム・サウンズ）
- 阿曽山大噴火 赤坂大噴火（USTREAM、テレコム・サウンズ）　※USTREAMでの月1の生配信
- 街録ch〜あなたの人生、教えて下さい〜（YouTube番組）
- 宇宙一せまい授業!（あっ!とおどろく放送局）

## 著作
- 『裁判大噴火 〜若手芸人渾身の裁判傍聴記』（河出書房新社、『裁判狂時代〜』の文庫版、2004年（平成16年）1月）ISBN 978-4-309-01610-8
- 『裁判狂時代 喜劇の法廷★傍聴記』（河出書房新社、2007年（平成19年）2月）ISBN 978-4-309-40833-0
- 『被告人、前へ。法廷で初めて話せることもある』（河出書房新社、2007年（平成19年）9月）ISBN 978-4-309-01832-4
- 『Ｂ級裁判傍聴記』（創出版、2008年（平成20年）6月）ISBN 978-4-924718-87-6
- 『被告人、もう一歩前へ。』(ゴマブックス、2009年（平成21年）5月）
- 『裁判狂事件簿---驚異の法廷★傍聴記』(河出書房新社、2010年（平成22年）5月）